# 조금 더 조금만 더...
〈조금 더 조금만 더...〉(일본어: もう少し あと少し…)는 일본의 밴드 ZARD의 아홉 번째 싱글로, 1993년 9월 4일 발매되었다. (8cm CD: BGDH-1008) 곡은 사카이 이즈미가 작사했고, 쿠리바야시 세이이치로가 작곡을, 아카시 마사오가 편곡을 담당했다. 작곡자 쿠리바야시는 "Barbier"라는 이름을 사용한 솔로 프로젝트도 병행했는데, 1996년 11월 발매된 그의 앨범 《Barbier First》에 본인이 작곡한 이 곡을 셀프 커버하여 수록했다. TV 아사히의 드라마 《럴러바이 형사'93》의 엔딩 테마곡으로 쓰였다.
B사이드곡은 〈카나리아〉(カナリヤ)이며 작사 ·  작곡 ·  편곡이 〈조금 더 조금만 더...〉와 완전히 동일하다. 이 곡도 쿠리바야시 본인이 셀프 커버 했으며, 본인의 앨범 《멀리 떨어져 있어도》(遠く離れても)에 수록했다.
싱글은 오리콘 차트 주간 싱글차트 2위에 올랐으며, 12주간 차트에 머물렀다.

## 수록곡
| #            | 제목                                              | 작사          | 작곡                  | 편곡          | 재생 시간 |
| ------------ | ------------------------------------------------- | ------------- | --------------------- | ------------- | --------- |
| 1.           | 〈〈조금 더 조금만 더...〉〉 (もう少し あと少し…) | 사카이 이즈미 | 쿠리바야시 세이이치로 | 아카시 마사오 | 4:51      |
| 2.           | 〈〈카나리아〉〉 (カナリヤ)                       | 사카이 이즈미 | 쿠리바야시 세이이치로 | 아카시 마사오 | 4:37      |
| 3.           | 〈〈조금 더 조금만 더...〉〉 (Original Karaoke)   |               |                       |               | 4:51      |
| 4.           | 〈〈카나리아〉〉 (Original Karaoke)               |               |                       |               | 4:34      |
| 총 재생 시간 | 총 재생 시간                                      | 총 재생 시간  | 총 재생 시간          | 총 재생 시간  | 18:53     |